# Hans Martz (Mediziner, 1888)
Hans Martz (* 8. November 1888 in Grellingen; † 2. Mai 1954 in Riehen) war ein Schweizer Arzt und Reformierer des Krankenpflegewesens in der Schweiz.

## Leben
Hans Martz promovierte 1915 an der Universität Basel mit einer Arbeit über einen „Typhusbazillenträger von 55 jähriger Ausscheidungsdauer“. Danach war er unterem Assistent bei dem Chirurgen César Roux (1857–1934) in Lausanne. Nach Kriegsende 1918 übernahm Martz die ärztliche Leitung des Sanatoriums „Erzenberg“ in Langenbruck und eröffnete dort eine Landpraxis. Er heiratete Martha Forrer und hatte mit ihr Kinder. Martz führte ab 1924 eine eigene Praxis in Riehen  und erteilte „Unterricht zur Ausbildung der Schwestern an der von der Diakonisse Trinette Bindschedler (1825–1879) aufgebauten Diakonissenanstalt Riehen“. Er war zudem Kursleiter beim Samariterverein Riehen und war viele Jahre dessen Präsident.
Martz war Major der Schweizer Armee und rückte 1939 „als Kommandant der internen Sektion der Militär-Sanitäts-Anstalt 5 in Luzern ein“. Ende 1941 wurde er zum Stellvertreter des Rotkreuz-Chefarztes ernannt. Zu seinen Aufgaben zählte, das freiwillige Krankenpflegewesen „für die Bedürfnisse der Armee“ neu aufzubauen. 1944 mitinitiierte er ein Schwesternsekretariat (heute „Abteilung für Krankenpflege“) „in der Geschäftsstelle des Schweizerischen Roten Kreuzes in Bern“, und „1945 schuf das Schweizerische Rote Kreuz auf seinen Vorschlag die «Kommission für Krankenpflege»“, die er „ideenreichen führte“. Im Herbst desselben Jahres leitete er „die Arbeitskonferenz der nationalen Rotkreuzgesellschaften in Genf“.
Mit der von Hans Martz als Leiterin des Zentralen Schwesternsekretariats durchgesetzten Madeleine Comtesse (1910–1984) war erstmals eine Krankenschwester in den Führungsgremien des Schweizerischen Roten Kreuzes stimmberechtigt.
1953 ernannte ihn die Delegiertenversammlung des Schweizerischen Roten Kreuzes „für seine großen Verdienste, die er dem Schweizerischen Roten Kreuz geleistet hatte“, zum Ehrenmitglied.
Die Pflegetradition der Familie Martz wurde von seiner Tochter weiter geführt, die ihre pflegerische Ausbildung an der renommierten Krankenpflegeschule „Lindenhof“ in Bern absolvierte. Hier war schon die Schwester von Hans Martz, Helene Martz, Oberin gewesen.